# Биомагнификация

Увеличение концентрации токсинов (крестики) на каждой ступени экологической пирамиды

Биомагнифика́ция, или биологи́ческое усиле́ние (в экологии) — увеличение концентрации химических веществ на каждой ступени экологической пирамиды, связанное с тем, что количество поглощаемой организмом пищи намного превышает его собственную массу, а химические вещества выводятся из организма не полностью.
Химические вещества могут перемещаться по пищевым цепям от организмов-жертв к организмам-консументам. Данный процесс наиболее характерен для высоколипофильных веществ и может сопровождаться увеличением концентрации токсиканта в тканях каждого последующего организма — звена пищевой цепи. Например, цепь: планктон — рыба — человек — это повышение дозы на два порядка. В других цепях доза может возрастать в тысячи и десятки тысяч раз.
Так, для уничтожения комаров на одном из калифорнийских озёр применили ДДТ. После обработки содержание пестицида в воде составило 0,02 части на миллион (ppm). Через некоторое время в планктоне ДДТ определялся в концентрации 10 ppm, в тканях планктоноядных рыб — 900 ppm, хищных рыб — 2700 ppm, птиц, питающихся рыбой, — 21 000 ppm. То есть содержание ДДТ в тканях птиц, не подвергшихся непосредственному воздействию пестицида, было в 1 000 000 раз выше, чем в воде, и в 20 раз выше, чем в организме рыб — первом звене пищевой цепи.
Для борьбы с переносчиком «голландской болезни», поражающей вязы вязовым заболонником Scolytes multistriatus, деревья обрабатывали ДДТ. Часть пестицида попадала в почву, где его поглощали дождевые черви и накапливали в тканях. У перелётных дроздов, поедающих преимущественно дождевых червей, развивалось отравление пестицидом. Часть из них погибала, у других нарушалась репродуктивная функция — они откладывали стерильные яйца. В результате борьба с заболеванием деревьев привела к почти полному исчезновению перелётных дроздов в ряде регионов США.